# It’s So Easy
Az It’s So Easy dal a Guns N’ Roses nevű amerikai hard rock együttes 1987-es Appetite for Destruction debütáló albumáról. A dalt Duff McKagan és West Arkeen írta. Ez volt a zenekar első kislemeze, 1987. június 15-én adták ki Nagy Britanniában és az UK Singles lista 84. helyéig jutott. A Shadow of Your Love és a Move to the City című dalok rákerültek a 12"-es hanglemez és a 12" picture disc-es változatokra, ezeket a dalokat még a Hollywood Rose időszakában írták, amely a Guns N’ Roses egyik korai előfutára volt, később hallhatóak voltak a Live from the Jungle című EP-n.

## Kompozíció
Egy 1988 márciusában megjelent Hit Parader interjú szerint a dalt az az időszak ihlette, amelyen a zenekar összes tagja keresztül ment. „Nem volt pénzük, viszont voltak barátnőik, akik elszállásolták őket, adtak nekik ennivalót és pénzt, ha kellett. Túl könnyű dolguk volt.”

## Videóklip
A dalhoz készült videóklip volt a zenekar első videója. A videóban a zenekar élőben játszik tömeg előtt egy színpadon, de később csináltak egy promóciós videót, az eredeti összevágásával, ebben ugyanúgy a zenekart láthatjuk, de a színpadon már táncoló, bikinis lányok is szerepelnek. A klip nem szerepelt a Welcome to the Videos DVD-n, de az interneten megtalálható. Akkoriban kiadták, bár nem volt túl sikeres, így az Egyesült Államokban meg sem jelent, a Welcome to the Jungle kiadása után egyre népszerűbb lett, de ma már szinte lehetetlen megtalálni az interneten.[forrás?]

## Élőben
A Guns N’ Roses már 1986 óta játssza a dalt, szinte mindig a setlist elején szerepel. Az Use Your Illusion Turné alatt mindig az első, a második, harmadik előadott dal volt, vagy mindenképpen az egyik volt az első öt előadás közül. A Chinese Democracy Turné alatt is játszották, általában a Welcome to the Jungle után.

## A dalok listája
Az összes dalt a Guns N’ Roses szerezte; az It’s So Easy-ben West Arkeen a társszerző.
| 7" (GEF 22) | 7" (GEF 22)    | 7" (GEF 22) | 7" (GEF 22) | 7" (GEF 22) | 7" (GEF 22) | 7" (GEF 22) | 7" (GEF 22) | 7" (GEF 22) | 7" (GEF 22) |
|             | Cím            | Hossz       |             |             |             |             |             |             |             |
| ----------- | -------------- | ----------- | ----------- | ----------- | ----------- | ----------- | ----------- | ----------- | ----------- |
| 1.          | It’s So Easy   | 3:24        |             |             |             |             |             |             |             |
| 2.          | Mr. Brownstone | 3:47        |             |             |             |             |             |             |             |
| 7:11        |                |             |             |             |             |             |             |             |             |

| 12" (GEF 22T); 12" picture disc (GEF 22TP) | 12" (GEF 22T); 12" picture disc (GEF 22TP) | 12" (GEF 22T); 12" picture disc (GEF 22TP) | 12" (GEF 22T); 12" picture disc (GEF 22TP) | 12" (GEF 22T); 12" picture disc (GEF 22TP) | 12" (GEF 22T); 12" picture disc (GEF 22TP) | 12" (GEF 22T); 12" picture disc (GEF 22TP) | 12" (GEF 22T); 12" picture disc (GEF 22TP) | 12" (GEF 22T); 12" picture disc (GEF 22TP) | 12" (GEF 22T); 12" picture disc (GEF 22TP) |
|                                            | Cím                                        | Hossz                                      |                                            |                                            |                                            |                                            |                                            |                                            |                                            |
| ------------------------------------------ | ------------------------------------------ | ------------------------------------------ | ------------------------------------------ | ------------------------------------------ | ------------------------------------------ | ------------------------------------------ | ------------------------------------------ | ------------------------------------------ | ------------------------------------------ |
| 1.                                         | It’s So Easy                               | 3:24                                       |                                            |                                            |                                            |                                            |                                            |                                            |                                            |
| 2.                                         | Mr. Brownstone                             | 3:47                                       |                                            |                                            |                                            |                                            |                                            |                                            |                                            |
| 3.                                         | Shadow of Your Love (élő)                  | 3:03                                       |                                            |                                            |                                            |                                            |                                            |                                            |                                            |
| 4.                                         | Move to the City (élő)                     | 3:41                                       |                                            |                                            |                                            |                                            |                                            |                                            |                                            |
| 13:55                                      |                                            |                                            |                                            |                                            |                                            |                                            |                                            |                                            |                                            |

## Közreműködők
- Axl Rose – ének, háttérvokál
- Slash – gitár
- Izzy Stradlin – ritmusgitár, háttérvokál
- Duff McKagan – basszusgitár, háttérvokál
- Steven Adler – Dob

## Feldolgozások
- A korábbi Guns N’ Roses, mint Slash és Duff McKagan még mindig játsszák a dalt, attól függetlenül, hogy éppen milyen zenekarban vannak.
- A walesi alternatív rock együttes, a Manic Street Preachers megjelentette a 2003-as válogatásalbumán a Lipstick Traces (A Secret History of Manic Street Preachers)-en a dal élőben felvett feldolgozását.
- Az Unearth nevű amerikai metalcore együttes feldolgozta a dalt, majd megjelentette a 2006-os Bring You to Your Knees: A Tribute to Guns N’ Roses albumán.
- Az amerikai nu metal zenekar a 40 Below Summer 2006-ban készítette el a feldolgozást a The Last Dance albumra.
- Az amerikai hard rock zenekar az Operator online-on jelentette meg saját feldolgozását 2008 júniusában. Ezenkívül rendszeresen előadják élőben is.
- A Dry Kill Logic nevű amerikai metalcore zenekar megjelentette 2006-ban a feldolgozását a The Magellan Complex című EP/DVD-n.
- Az Avenged Sevenfold nevű amerikai hard rock felállás előadta a maga feldolgozását, az egykori Guns N’ Roses taggal Slash-el a Nokia Theaterben, 2009. április 16-án.